# Hereza (sastav)
Hereza je hrvatski death metal-sastav iz Belog Manastira. Sastav čine pjevač Ivan Kovačević te Slobodan Stupar, koji svira sve instrumente.

## Biografija
Sastav je osnovan 2014. godine. Već iduće godine objavljuju svoj prvi studijski album Misanthrope za kanadsku izdavačku kuću PRC Music, te su snimili dva spota, za pjesme "Misanthrope" i "Obješen". Godine 2016. snimaju još dva spota, za pjesme "Uništi, pali, ruši" i "Jebem vas u usta 'ladna" te potpisuju za poljsku izdavačku kuću Godz of War Productions. Navedene pjesme našle su se na albumu I Become Death koji su objavili 2017. godine. Na obadva albuma izvode pjesme na engleskom i hrvatskom jeziku.

## Diskografija
Studijski albumi
- Misanthrope (2015.)
- I Become Death (2017.)

## Članovi sastava
- Ivan Kovačević - vokal
- Slobodan Stupar - gitara, bas-gitara, bubnjevi, prateći vokali

## Vanjske poveznice
- Službena Facebook stranica